# Ахметов, Евгений Каримович
Евгений Каримович Ахметов (род. 10 января 1975, Пермь) — российский хоккеист, нападающий.

## Биография
Воспитанник пермского хоккея (тренер Юрий Андрианов), бо́льшую часть карьеры (1991/92 — 1999/2000, 2003/04 — 2004/05) провёл в местном клубе «Молот» / «Молот-Прикамье». Также играл в командах «Россия» Краснокамск (1991/92 — 1993/94), «Нефтехимик» Нижнекамск (2000/01 — 2002/03), ЦСКА (2002/03), «Трактор» Челябинск (2004/05). Чемпион Высшей лиги 2003/04.
Играл за сборную России на этапе Еврохоккейтура 1999/2000 в Швеции.